# Mick Fleetwood
Michael John Kells "Mick" Fleetwood, född 24 juni 1947 i Redruth, Cornwall (men uppväxt i London), är en brittisk musiker och låtskrivare, känd som trummis och frontfigur i rockbandet Fleetwood Mac. Han har även spelat in tre album som soloartist. Han har också sporadiskt varit engagerad som skådespelare, bland annat i filmen The Running Man.
Fleetwoods far var flygare i RAF och familjen bodde tidvis i både Egypten och Norge under Fleetwoods barndomsår innan de slutligen slog sig ned i västra London.

## Diskografi (solo)
Album
- 1969 – Tramp (som Tramp)
- 1974 – Put A Record On (som Tramp)
- 1981 – The Visitor
- 1983 – I'm Not Me (som Mick Fleetwood's Zoo)
- 1992 – Shakin' The Cage (som The Zoo)
- 2004 – Something Big (som The Mick Fleetwood Band)
- 2009 – Blue Again! (som The Mick Fleetwood Blues Band)

Singlar
- 1981 - You Weren't In Love / Amelle (Come On Show Me Your Heart)
- 1983 - I Want You Back / Put Me Right (som Mick Fleetwood's Zoo)

Övrigt
- 1964 - Bo Street Runners (EP som medlem av Bo Street Runners)
- 1964 - Bo Street Runner (singel som medlem av Bo Street Runners)
- 1965 - Tell Me What You're Gonna Do (singel som medlem av Bo Street Runners)
- 1965 - Baby Never Say Goodbye (singel som medlem av Bo Street Runners)
- 1965 - Drive My Car (singel som medlem av Bo Street Runners)